# Köprüköy, Ardeşen
Köprüköy là một xã thuộc huyện Ardeşen, tỉnh Rize, Thổ Nhĩ Kỳ. Dân số thời điểm năm 2010 là 384 người.